# Kocmyrzów
Kocmyrzów is een dorp in het Poolse woiwodschap Klein-Polen, in het district Krakowski. De plaats maakt deel uit van de gemeente Kocmyrzów-Luborzyca en telt ca. 700 inwoners.